# Метод мозгового штурма
Ме́тод мозгово́го шту́рма (мозгово́й штурм, мозгова́я ата́ка, англ. brainstorming) — метод решения задач, в котором участники обсуждения генерируют максимальное количество идей решения задачи, в том числе самые фантастические и глупые. Затем из полученных вариантов выбирают лучшие решения, которые могут быть использованы на практике. Включает этап экспертной оценки. В развитом виде предполагает синхронизацию действий участников в соответствии с распознаваемой ими схемой (образом) оцениваемого процесса.

## История
Изобретён в конце 1930-х годов копирайтером и одним из основателей агентства BBD&O Алексом Осборном, который описал его в своей книге «Прикладное воображение». Впервые этот метод был использован Алексом Осборном в 1939 году в США как способ получения новых идей в условиях запрещения критики. 
Одним из продолжений метода мозгового штурма является метод синектики.

## Этапы и правила мозгового штурма

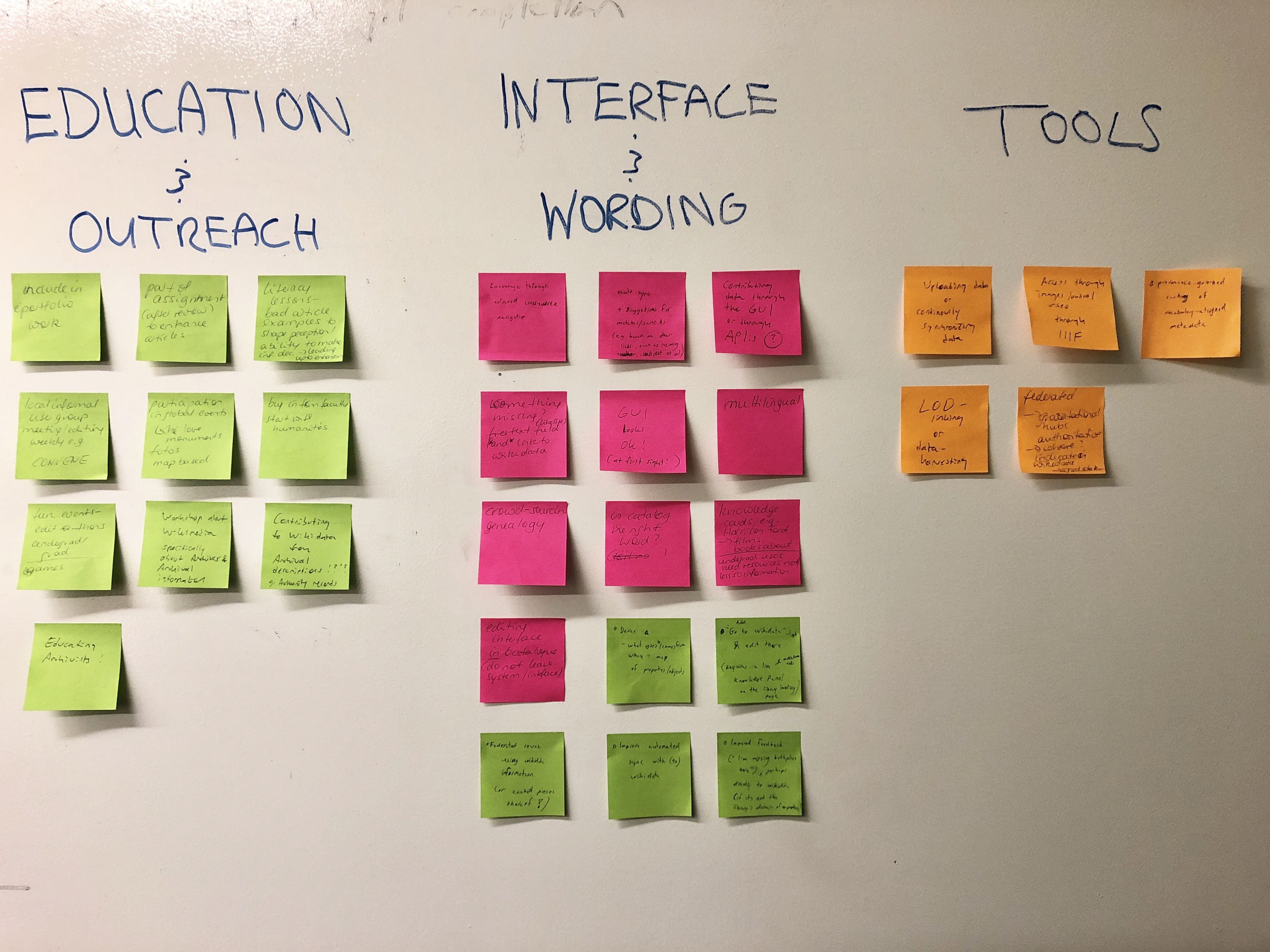
Генерация и группировка идей

Правильный мозговой штурм включает 3 этапа:
1. Предварительный этап — постановка проблемы. На этом этапе чётко формулируют задачу, отбирают участников штурма, определяют ведущего и распределяют прочие роли участников в зависимости от задачи и выбранного способа проведения штурма.
2. Основной этап — генерация идей. На этом этапе генерируют варианты решения задачи. Для максимальной эффективности в процессе генерации важно соблюдать несколько правил:
  - Главное — количество идей. Не делайте никаких ограничений.
  - Полный запрет на критику и любую оценку идей, включая положительную, так как оценка отвлекает от основной задачи и сбивает ритм работы и творческий настрой.
  - Необычные и даже абсурдные идеи — желательны.
  - Комбинируйте и улучшайте любые идеи.
3. Экспертный этап — группировка, отбор и оценка идей. На этом этапе хаотичные идеи классифицируют, анализируют и оценивают. Этот этап позволяет выделить наиболее ценные идеи и дать окончательный результат мозгового штурма. Качество экспертного этапа напрямую зависит от строгости и однообразия критериев отбора идей участников. Часто этот этап пропускают и участники просто выбирают понравившийся вариант.

Для проведения мозговой атаки обычно создают 2 группы:
- Участники, предлагающие новые варианты решения задачи
- Члены комиссии, обрабатывающие предложенные решения

Различают индивидуальные и коллективные мозговые атаки.
В мозговом штурме участвует коллектив из нескольких специалистов и ведущий. Перед самим сеансом мозгового штурма ведущий производит чёткую постановку задачи, подлежащей решению. В ходе мозгового штурма участники высказывают свои идеи, направленные на решение поставленной задачи, причём как логичные, так и абсурдные. Если в мозговом штурме принимают участие люди различных чинов или рангов, то рекомендуют заслушивать идеи в порядке возрастания ранжира, что позволяет исключить психологический фактор «согласия с начальством».
В процессе мозгового штурма, как правило, вначале решения не отличаются высокой оригинальностью, но по прошествии некоторого времени типовые, шаблонные решения исчерпываются и у участников начинают возникать необычные идеи. Ведущий записывает или как-то иначе регистрирует все идеи, возникшие в ходе мозгового штурма.
Затем, когда все идеи — высказаны, производят анализ, развитие, отбор. В итоге находят максимально эффективное и часто нетривиальное решение задачи.

## Преимущества мозгового штурма
Кандидат философских наук, доцент кафедры социологии Сибирского федерального университета, социолог П. А. Стариков выделяет следующие преимущества метода:
- Посредством совместной деятельности специалистов, которые отличаются друг от друга опытом, знаниями, видением ближайшего будущего, создают необходимые условия для синергетического эффекта — «„качественного умножения“ знания (целое есть больше, чем набор частей)»; также новые подходы, перспективы видения и интересные аналогии возникают «на стыках различных дисциплин, областей человеческой практики» в ходе обсуждения поставленных проблем качественно отличающимися специалистами
- Доброжелательная обстановка позволяет участникам усвоить навыки критики по существу, научиться импровизировать, а также усиливает положительный настрой и доверие

## Критика
Многочисленные исследования показали, что объединение людей в группы приводит не к увеличению, а, наоборот, к уменьшению числа продуцируемых ими идей по сравнению с индивидуальной работой, а также снижению их качества.
Альтшуллер рассматривал мозговой штурм как способ активизации перебора вариантов в методе проб и ошибок, являющемся крайне неэффективным. Такая активизация не оправдала возложенных на неё надежд, не внеся ничего принципиально нового.

Штурм действительно помогает преодолевать психологическую инерцию: мысль сдвигается с мёртвой точки, разгоняется… и часто проскакивает то место, где нужно остановиться. Десятки раз я наблюдал такую картину: один участник штурма высказывает мысль, ведущую в правильном направлении, другой подхватывает эту мысль, развивает её; до выхода на финишную прямую остаётся несколько шагов, но в этот момент кто-то выдвигает совершенно иную идею, цепь обрывается, и группа снова оказывается на исходных позициях.— Генрих Альтшуллер, «Найти идею»
Кроме того, Альтшуллер указывал, что полный запрет критики — не реализуем на практике. Она выражается если не словами, то пожиманием плечами, покачиванием головой, пренебрежительной улыбкой, а при запрете всего этого неприятие чужой идеи выражают, выдвигая свою идею.